# 台灣民眾黨立法院黨團
25°02′39″N 121°31′16″E / 25.04417°N 121.52111°E
台灣民眾黨立法院黨團，又稱民眾黨立院黨團，是台灣民眾黨在立法院依據《立法院組織法》第33條所成立的議會黨團，成立於2020年。

## 事件

### 第11屆（2024－至今）
- 2025年8月5日，三讀通過「貨物稅條例」修正案，無糖飲料與電視機等四項家電免徵貨物稅[2][3]。
- 2025年8月1日，決議行政院應立即撥付一般性補助款25%給地方政府[4]。
- 2025年7月26日，大罷免第一批次投票藍白全部否決。27日，陳昭姿提出綠白合3條件[註 1]。28日，黃國昌說明只要是福國利民法案，樂於朝野各政黨合作[5]。
- 2025年7月18日，三讀通過「刑法」修正案，虐童致死加重刑罰[6]。
- 2025年7月15日，中央選舉委員會公告「核三重啟公投」將於8月23日投票[7]。
- 2025年7月4日，三讀通過「公平交易委員會組織法」修正案，委員限連任一次[8]。
- 2025年6月27日，三讀通過「法院組織法」修正案，制定法庭直播（不包含不公開法庭審理之案件）[9]。
- 2025年6月24日，三讀通過「公務人員保障法」修正案，避免公務人員被職場霸凌[10]。
- 2025年5月13日，三讀通過「刑法」修正案，增訂「棄保潛逃罪」與「妨害司法公正罪」[11]。
- 2025年5月9日，三讀通過「紀念日及節日實施條例」修正案，國定假日增4+1天[12]。
- 2025年4月18日，三讀通過「產業創新條例」修正案[13]，推動「重啟核三」、「國內移轉投票法制化」兩個公投案[14]。

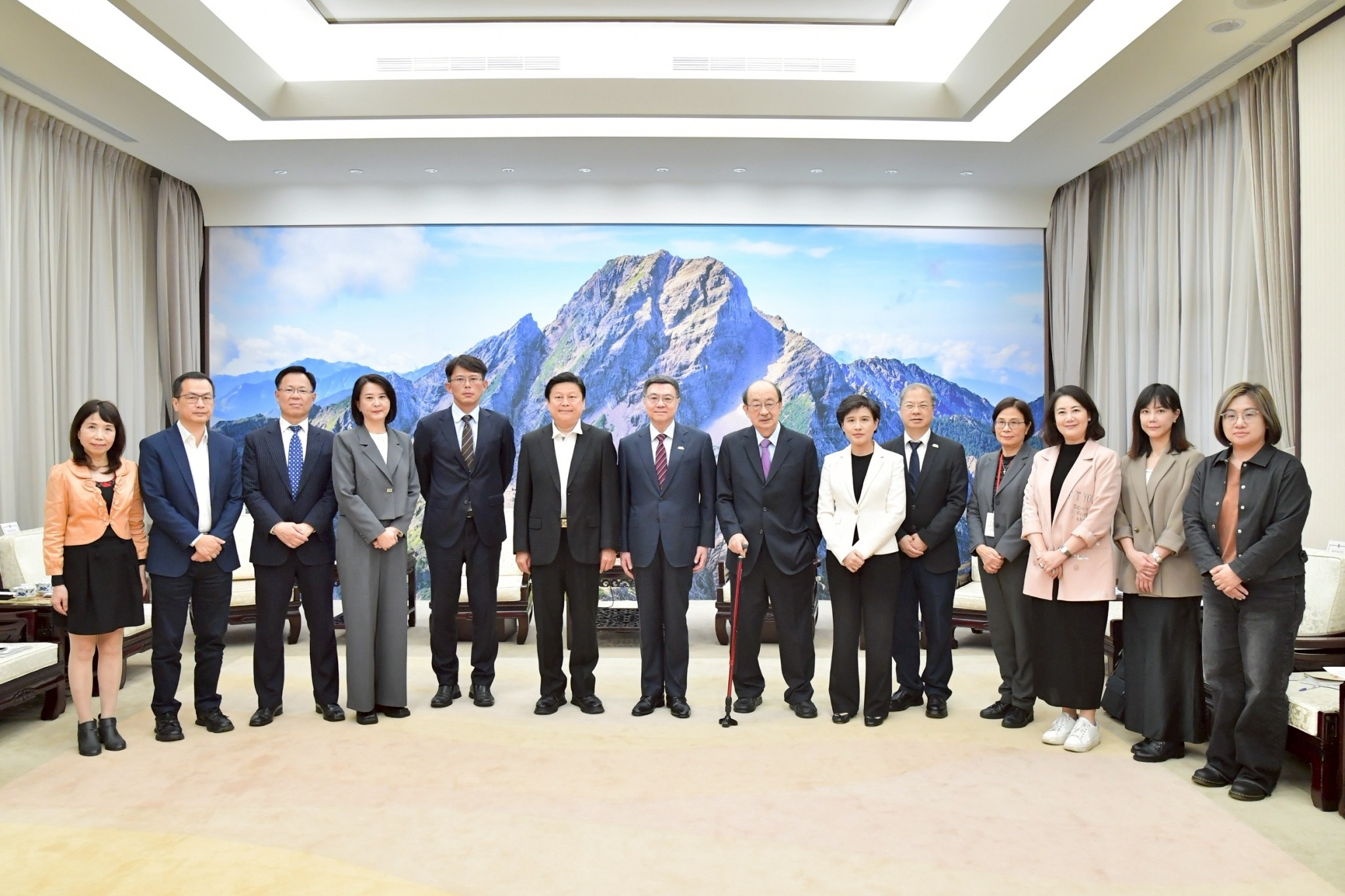
2025年4月7日行政院長卓榮泰與立法院朝野黨團代表共同針對美國關稅政策議題會商。

- 2025年4月6日，因應美國總統川普宣布對台灣課徵對等關稅32%，民眾黨團三長暨其他黨團三長於4月7日赴行政院共商國是[15]，行政院長卓榮泰也於4月11日至立法院進行專案報告[16]。
- 2025年2月3日，第三會期公布優先推動法案，包括司法改革、虛擬資產專法、不在籍投票等法案[17]。
- 2025年1月7日，三讀通過「壯世代政策與產業發展促進法」[18]。
- 2024年12月27日，三讀通過「公益揭弊者保護法」[19]。
- 2024年12月20日，三讀通過「選舉罷免法」修正案，罷免連署附身分證影本、偽造連署判刑5年[20][21]。三讀通過「憲法訴訟法」修正案，總統應在2個月內補足大法官人數，規範評議、裁定的大法官最低人數[22]。三讀通過「財政收支劃分法」修正案[23]。

- 2024年7月30日，陳昭姿受邀擔任對中政策跨國議會聯盟（IPAC）共同主席[24]。
- 2024年7月16日，三讀通過「新住民基本法」[25]。
- 2024年5月28日，推動國會改革五法，三讀通過「總統國情報告常態化」、「藐視國會罪」、「強化國會人事同意權」、賦予國會「調查權」及「聽證權」[26]。

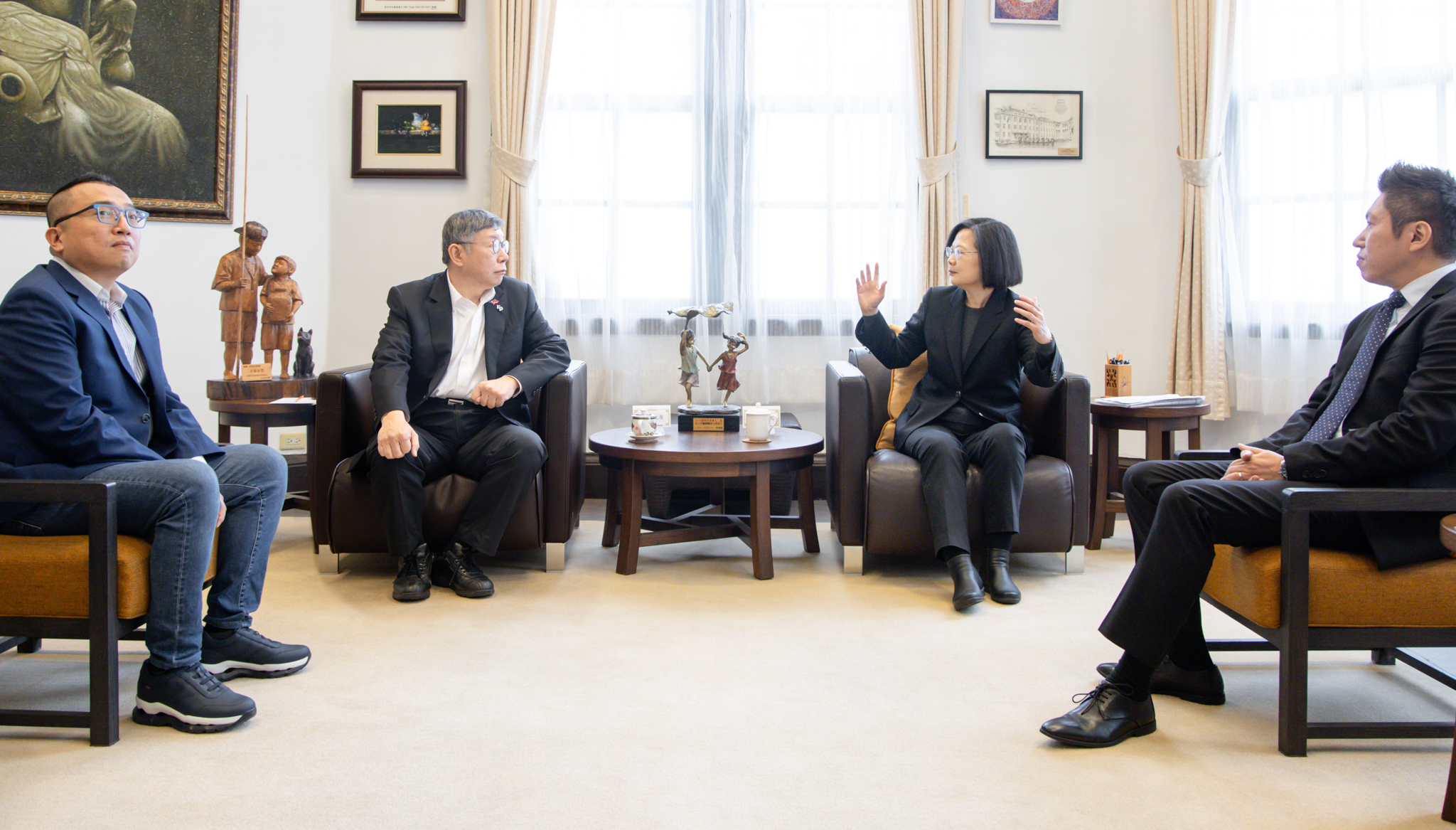
2024年3月14日蔡英文總統會見民眾黨主席柯文哲，討論「勞保年金改革」、「提升國防預算」、「強化社會安全網」，及「政黨溝通平台」等重要議題。

- 2024年3月14日，將卸任的民進黨籍總統蔡英文與黨主席柯文哲會晤，希望合推勞保年金改革、提升國防預算等法案[27]。
- 2024年3月5日，推動司法改革2.0，增列「妨害司法公正罪」和「棄保潛逃罪」[28]。
- 2024年2月，民眾黨團總召黃國昌表示，法案推動很重要，期望民眾黨團和國民黨團有機會藍白合作。2月底，黨主席柯文哲率民眾黨團三長總召黃國昌、副總召黃珊珊與幹事長吳春城與國民黨團總召傅崐萁、書記長洪孟楷、首席副書記長林思銘等三長達成合作，其中黃珊珊與洪孟楷建立直接溝通管道。
- 2024年2月4日，推出國會九大領域優先法案，設專責推動者。
- 2024年1月至2月，第11屆立法院正副院長選舉，推舉黃珊珊參選院長，張啟楷參選副院長[29]。

### 第10屆（2020－2024）

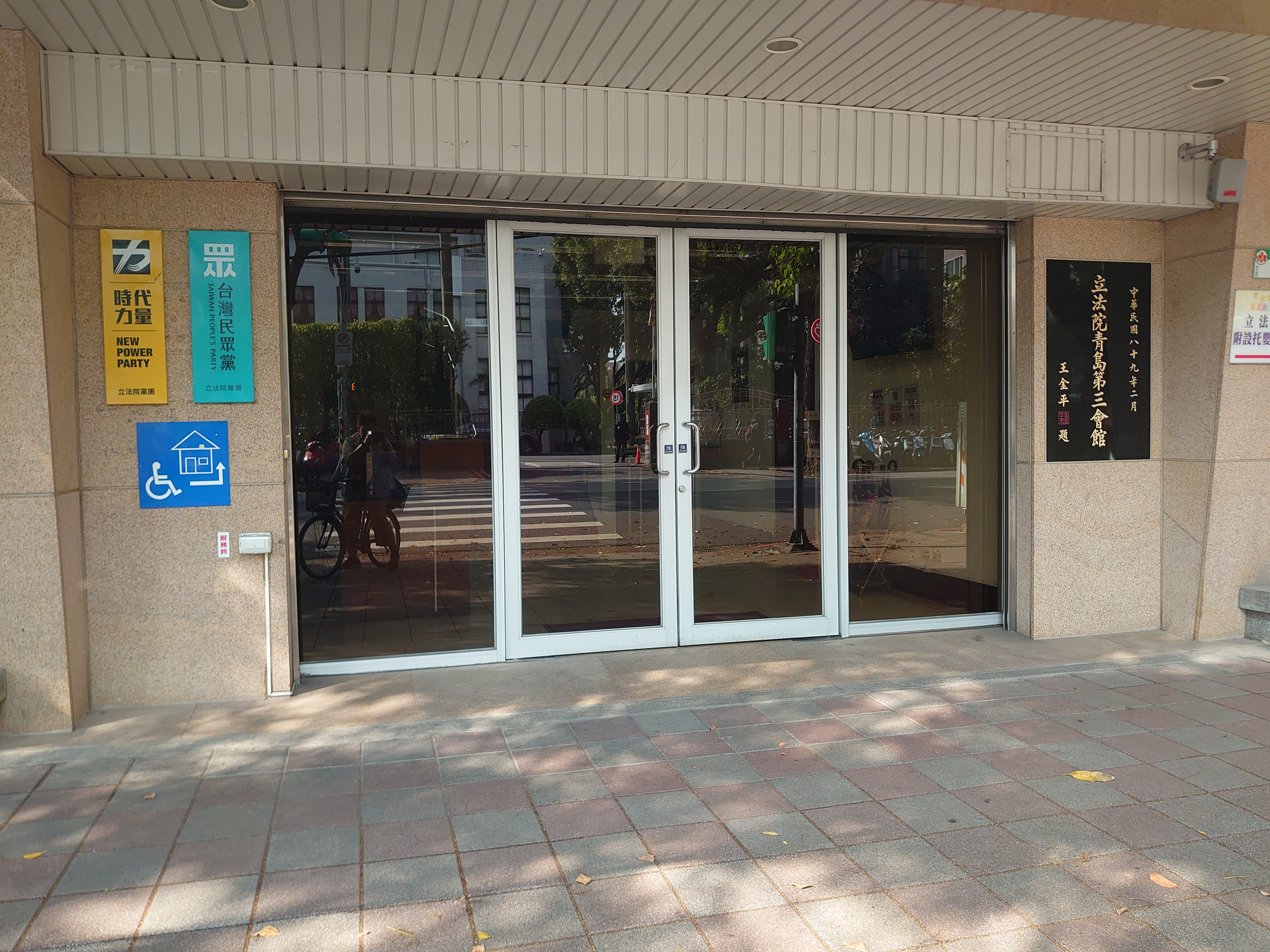
第10屆立法院台灣民眾黨立法院黨團辦公室，位於立法院青島第三會館。

- 2024年1月31日，第10屆台灣民眾黨立法院黨團完成任期。
- 2023年12月12日，三讀通過「最低工資法」[30][31]。
- 2023年11月10日，三讀通過「義務役服役期間提繳退休金條例」[32][33]。
- 2023年6月14日，蔡英文總統公布「人口販運防制法」修正案[34][35]。
- 2023年5月19日，三讀通過「洗錢防制法」增訂第十四條之一條文草案，新增無正當理由收集帳戶罪[36][37]。
- 2023年3月13日，向行政院長陳建仁提出「公教人員低薪導致高教人才斷層問題」，籲改革待遇、退休制度[38]。
- 2023年1月12日，三讀通過「租賃住宅市場發展及管理條例」修正案[39][40]。
- 2023年1月10日，推動「溫室氣體減量及管理法」修正案[41]，最終修正三讀通過「氣候變遷因應法」[42]。
- 2023年1月10日，三讀通過「平均地權條例」修正案[43][44]。
- 2022年5月2日，由於台灣新冠疫情持續延燒，成立防疫服務小組，提供民眾所需的防疫知識及疫情最新動態[45]。
- 2022年4月26日，三讀通過「公寓大廈管理條例」修正案，危險公寓大廈一律限期成立管理組織[46]。
- 2022年4月19日，推動「太空發展法」[47]，最終三讀通過[48]。

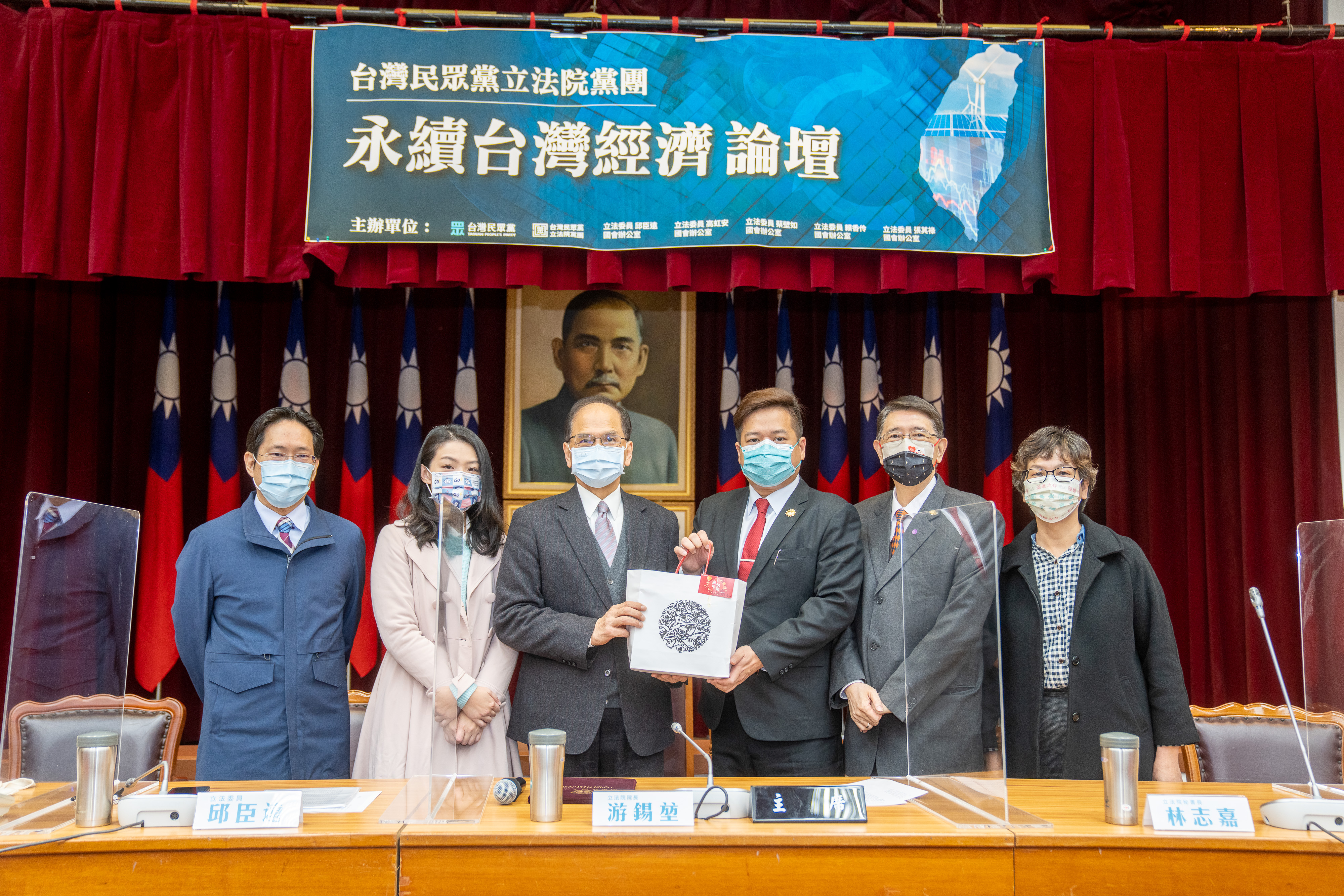
2022年1月12日立法院長游錫堃出席台灣民眾黨立法院黨團「永續台灣經濟論壇」。

- 2021年11月19日，三讀通過「跟蹤騷擾防制法」[49][50]。
- 2020年2月1日，台灣民眾黨立法院黨團成立。第10屆立法院正副院長選舉，推舉賴香伶參選副院長。
- 2020年1月，台灣民眾黨不分區立委當選人蔡壁如發起「在野大聯盟」計劃，尋求中國國民黨、時代力量等在野黨組成「在野大聯盟」[51]。
  - 中國國民黨立法院黨團總召曾銘宗表示，台灣民眾黨黨主席柯文哲的說法與中國國民黨想法相近，兩黨團應有合作空間，或許可在民生法案上先試試水溫，如果雙方嘗試效果不錯，有了合作默契後，也可在當時的基礎上考慮組聯盟，共同推動民生與經濟建設相關法案[52]。
  - 時代力量不分區立委當選人邱顯智則認為「感到相當的錯愕與不解」，並指出時代力量沒有跟中國國民黨結盟的空間及不清楚台灣民眾黨立場，指出「與其輕言聯盟，不如就事論事」[53]。

## 當前黨團成員
第11屆第3會期
| 黨團職務 | 肖像 | 立法委員 | 選區                                   | 委員會                   | 備註 |
| -------- | ---- | -------- | -------------------------------------- | ------------------------ | ---- |
| 總召     |      | 黃國昌   | 全國不分區及僑居國外國民立法委員選舉區 | 司法及法制委員會         |      |
| 副總召   |      | 張啓楷   | 全國不分區及僑居國外國民立法委員選舉區 | 經濟委員會               |      |
| 幹事長   |      | 陳昭姿   | 全國不分區及僑居國外國民立法委員選舉區 | 社會福利及環境衛生委員會 |      |
| 成員     |      | 黃珊珊   | 全國不分區及僑居國外國民立法委員選舉區 | 財政委員會               |      |
| 成員     |      | 劉書彬   | 全國不分區及僑居國外國民立法委員選舉區 | 教育及文化委員會         |      |
| 成員     |      | 麥玉珍   | 全國不分區及僑居國外國民立法委員選舉區 | 內政委員會               |      |
| 成員     |      | 林國成   | 全國不分區及僑居國外國民立法委員選舉區 | 交通委員會               |      |
| 成員     |      | 林憶君   | 全國不分區及僑居國外國民立法委員選舉區 | 外交及國防委員會         |      |

## 歷屆黨團成員

### 第11屆立法院（2024－2028）
| 會期 | 總召   | 副總召 | 幹事長 | 其他成員                                         | 召集委員 | 召集委員 | 召集委員 | 召集委員 | 備註            |
| 會期 | 總召   | 副總召 | 幹事長 | 其他成員                                         | 外防     | 交通     | 稽核     | 紀律     | 備註            |
| ---- | ------ | ------ | ------ | ------------------------------------------------ | -------- | -------- | -------- | -------- | --------------- |
| 3    | 黃國昌 | 張啓楷 | 陳昭姿 | 黃珊珊、吳春城 → 劉書彬、 麥玉珍、林國成、林憶君 |          | 林國成   | 張啓楷   | 林國成   | [ 註 2 ]        |
| 2    | 黃國昌 | 吳春城 | 麥玉珍 | 黃珊珊、陳昭姿、林國成、林憶君、張啓楷           | 林憶君   |          | 張啓楷   |          | [ 54 ] [ 註 3 ] |
| 1    | 黃國昌 | 黃珊珊 | 吳春城 | 陳昭姿、麥玉珍、林國成、林憶君、張啓楷           |          |          | 張啓楷   |          | [ 註 4 ]        |

### 第10屆立法院（2020－2024）
| 會期 | 總召   | 副總召 | 幹事長 | 其他成員                        | 召集委員 | 召集委員 | 召集委員 | 召集委員 | 備註                     |
| 會期 | 總召   | 副總召 | 幹事長 | 其他成員                        | 教文     | 交通     | 衛環     | 稽核     | 備註                     |
| ---- | ------ | ------ | ------ | ------------------------------- | -------- | -------- | -------- | -------- | ------------------------ |
| 8    | 邱臣遠 | 賴香伶 | 張其祿 | 吳欣盈、陳琬惠                  |          |          | 吳欣盈   | 吳欣盈   |                          |
| 7    | 邱臣遠 | 賴香伶 | 張其祿 | 吳欣盈、陳琬惠                  | 張其祿   |          |          |          |                          |
| 6    | 邱臣遠 | 賴香伶 | 張其祿 | 吳欣盈、陳琬惠                  |          |          |          |          |                          |
| 5    | 邱臣遠 | 賴香伶 | 張其祿 | 蔡壁如 → 吳欣盈 高虹安 → 陳琬惠 |          |          |          | 高虹安   | [ 56 ] [ 註 5 ] [ 註 6 ] |
| 4    | 邱臣遠 | 高虹安 | 懸缺   | 賴香伶、張其祿、蔡壁如          |          |          |          | 蔡壁如   |                          |
| 3    | 邱臣遠 | 高虹安 | 懸缺   | 賴香伶、張其祿、蔡壁如          |          | 邱臣遠   |          | 蔡壁如   | [ 57 ]                   |
| 2    | 賴香伶 | 張其祿 | 高虹安 | 邱臣遠、蔡壁如                  |          |          |          | 蔡壁如   |                          |
| 1    | 賴香伶 | 張其祿 | 高虹安 | 邱臣遠、蔡壁如                  |          |          |          |          |                          |

## 備註
1. ↑  陳昭姿說明：「釋放創黨主席柯文哲，接受國會改革法案，盡快推動代孕法等立法，若能達成上述條件，雙方可望重啟合作、開放議題協商[5]。」
2. ↑  2025年2月25日，吳春城因壯世代利益迴避爭議，自辭立法委員職務。2025年3月14日，劉書彬遞補吳春城所遺懸缺，任期至2027年3月。
3. ↑  黃珊珊因柯文哲政治獻金案於2024年8月20日起遭政黨停權，副總召一職由幹事長吳春城遞補。
4. ↑  陳昭姿原定出任黨團幹事長，因立法院院長選舉之無效票爭議，自行請辭幹事長一職。[55]
5. ↑  2022年10月17日，蔡壁如因其德明財經科大資訊管理系在職專班碩士論文涉嫌抄襲，自辭立法委員職務。2022年11月2日，吳欣盈遞補蔡壁如所遺懸缺。
6. ↑  2022年12月25日高虹安就任新竹市市長，依法自行辭去立法委員職務。2022年12月28日，陳琬惠遞補高虹安所遺懸缺。

## 外部連結
- 台灣民眾黨立法院黨團的Facebook專頁